# Corporación Extremeña de Medios Audiovisuales
La Corporación Extremeña de Medios Audiovisuales (CEXMA) es un organismo de la Junta de Extremadura encargado de producir y difundir productos audiovisuales que sirvan de curso para potenciar las peculiaridades del pueblo extremeño y el afianzamiento de su identidad a través de la difusión, conocimiento y desarrollo de los valores históricos y culturales en toda su variedad y riqueza. Fue creada el 2000 a través de la Ley 4/2000, de 16 de noviembre. No pertenece a la FORTA por decisión propia. Su sede se encuentra en la ciudad de Mérida, capital de Extremadura.

## Actividades

### Canal Extremadura Televisión
En televisión, Canal Extremadura produce un canal generalista para su emisión dentro del territorio extremeño que se puede ver por TDT, plataformas de satélite o cable.
| Imagen | Canal                                | Inicio de transmisiones         | Formato de imagen |
| ------ | ------------------------------------ | ------------------------------- | ----------------- |
|        | Canal Extremadura Canal generalista. | 15 de febrero de 2006 (19 años) | HD                |

### Televisión para el exterior
| Logo | Canal | Inicio de transmisiones       | Formato de imagen |
| ---- | --- | ----------------------------- | ----------------- |
|      | Canal Extremadura SAT Canal generalista para el exterior de Extremadura y el extranjero. (Plataformas de televisión de pago fuera de Extremadura, satélite, Internet y Televisión digital terrestre) viene a sustituir a Extremadura TV. | 3 de febrero de 2020 (5 años) | HD y SD           |

#### Canales Extintos
| Logo | Canal | Inicio de transmisiones        | Cese de transmisiones                                                                     | Formato de imagen |
| ---- | --- | ------------------------------ | ----------------------------------------------------------------------------------------- | ----------------- |
|      | Extremadura TV Canal generalista para el exterior de Extremadura y el extranjero. (Plataformas de televisión de pago fuera de Extremadura, satélite, Internet y Televisión digital terrestre). | 1 de febrero de 2007 (18 años) | 1 de marzo de 2011 (14 años) (en TDT) 31 de diciembre de 2011 (13 años) (cese definitivo) | SD                |

### Canal Extremadura Radio
En radio, Canal Extremadura Radio cuenta con una emisora que abarca el territorio extremeño.
| Logo | Emisora                                        | Inicio de transmisiones     | Formato            |
| ---- | ---------------------------------------------- | --------------------------- | ------------------ |
|      | ‘Canal Extremadura Radio’ Emisora generalista. | Diciembre de 2005 (19 años) | TDT, Internet y FM |

## Filiales
- Canal Extremadura (TV).
- Canal Extremadura Radio .
- Canal Extremadura SAT (TV).

Ambas conforman la Sociedad Pública de Radiodifusión y Televisión Extremeña, S. A. U.

## Imagen corporativa

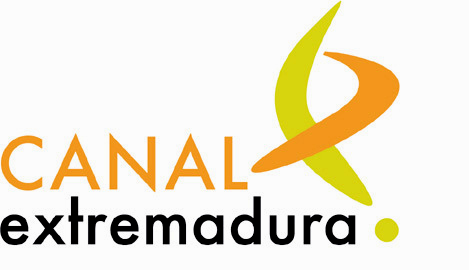
2006 - 2011
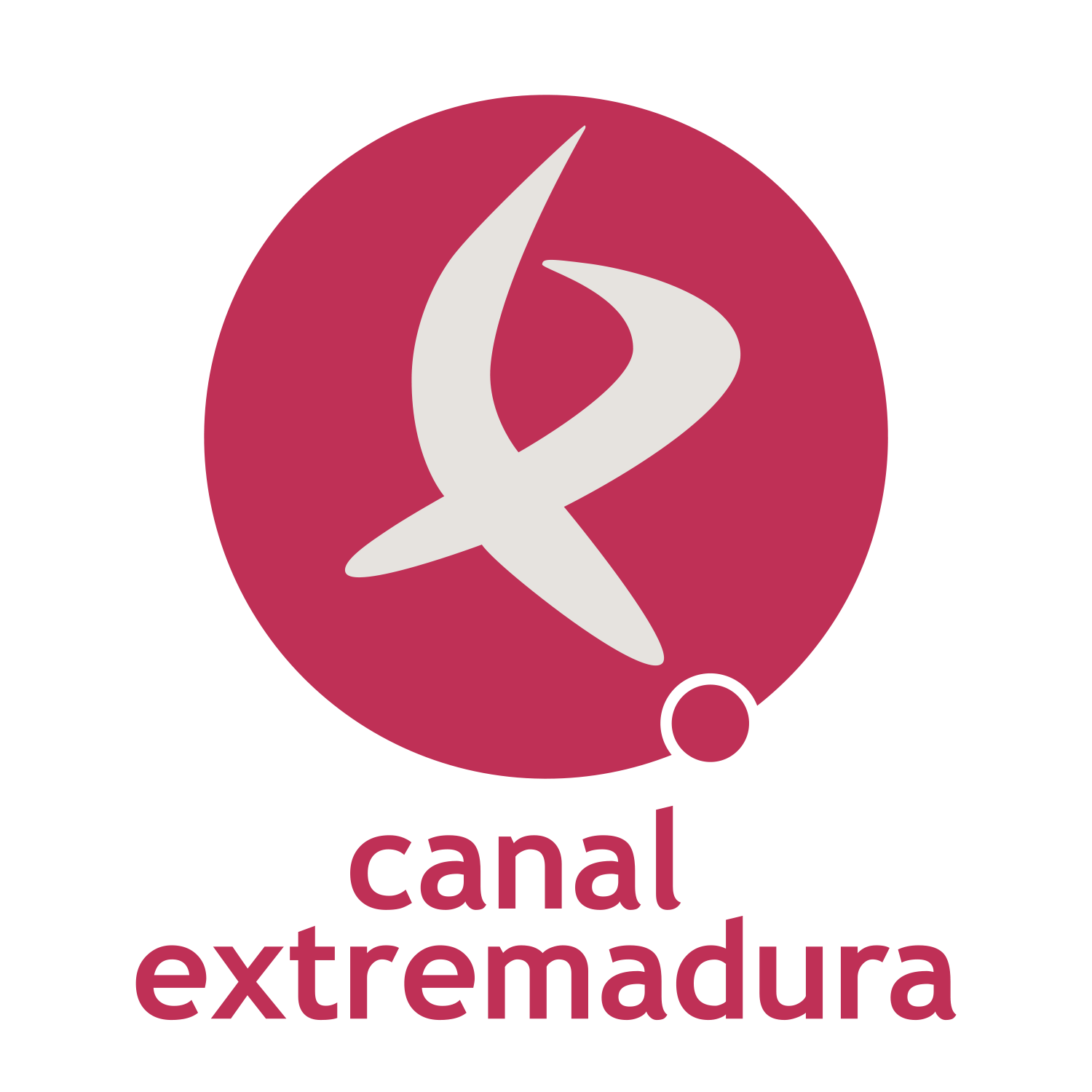
2016 - presente

## Dirección

### Organigrama
| Directivo                   | Cargo                                                                     |
| --------------------------- | ------------------------------------------------------------------------- |
| Dámaso Castellote Caballero | Director general                                                          |
| Rocío Gavira Rivero         | Directora Estratégica de Contenidos y Medios                              |
| Manuel Cambero López        | Director Corporativo                                                      |
| Delia Martín Barbero        | Directora de Contenidos y Programas Informativos                          |
| Juan José Espada Corral     | Director de Medios Digitales y Desarrollo de Negocio                      |
| Luis Miguel López Ortiz     | Director de Programas, Programación y Emisión de Televisión               |
| María Hurtado Pérez         | Directora de Programas, Programación y Emisión de Radio                   |
| Ángel Sancho Crisóstomo     | Director de Transformación Digital, Tecnologías y Sistemas de Información |

### Consejo de Administración
| Nombre y apellidos                                | Propuesto por          |
| ------------------------------------------------- | ---------------------- |
| Ana Fernández-Salguero Elena (presidenta)         | PP de Extremadura      |
| María Felisa Cepeda Bravo                         | PP de Extremadura      |
| Emilio José Borrega Romero                        | PP de Extremadura      |
| María de la Cruz Vázquez Vázquez (vicepresidenta) | PSOE-EX                |
| José Luis Lucas Rodríguez                         | PSOE-EX                |
| Pilar Barrientos Ruiz                             | PSOE-EX                |
| María Magdalena Nevado del Campo                  | Vox Extremadura        |
| Miguel Serrano Gálvez                             | Vox Extremadura        |
| Daniel Hierro Fresno                              | Unidas por Extremadura |
| María Eugenia Romero Vazquiánez                   | Secretaria             |

### Consejo Asesor
| Nombre y apellidos                           | Propuesto por                                   |
| -------------------------------------------- | ----------------------------------------------- |
| Jacinto Romero Pacheco                       | Organizaciones Sindicales                       |
| José Miguel Cantos Martín                    | Organizaciones Sindicales                       |
| Beatriz Sánchez González                     | Organizaciones Empresariales                    |
| Imelda Rodríguez Portillo                    | Organizaciones Empresariales                    |
| Miguel Piedehierro Fonseca                   | Corporaciones Locales                           |
| Sheila Martín Gil                            | Corporaciones Locales                           |
| Carmen Romero García                         | Corporaciones Locales                           |
| Elisa Barrientos Blanca                      | Administración de la comunidad autónoma         |
| Felipe González Marín                        | Administración de la comunidad autónoma         |
| María Felicidad Barroso Pinilla (secretaria) | Administración de la comunidad autónoma         |
| Antonio Ruiz Romero                          | Administración de la comunidad autónoma         |
| Reyes Abel Hernández Blázquez                | Consejo Escolar de Extremadura                  |
| Elena Ruiz Cebrián (presidenta)              | Consejo de la Juventud                          |
| María Isabel López Martínez                  | Consejo Social de la Universidad de Extremadura |
| Eva María García Alegre                      | Organización de Consumidores y Usuarios         |
| Concepción Chavero Carrizosa                 | Consejo de Comunidades Extremeñas               |
| Antonio Tinoco Ardilla                       | Asociaciones de Prensa                          |

## Listado de directores generales
| Dirección general                    | Inicio                  | Final                   |
| ------------------------------------ | ----------------------- | ----------------------- |
| Gaspar García Moreno                 | 30 de diciembre de 2004 | 3 de octubre de 2011    |
| Beatriz Maesso Corral                | 3 de octubre de 2011    | 31 de julio de 2015     |
| Dámaso Castellote Caballero          | 31 de julio de 2015     | 22 de diciembre de 2015 |
| María del Carmen Santos Garaicoechea | 22 de diciembre de 2015 | 22 de junio de 2017     |
| Dámaso Castellote Caballero          | 22 de junio de 2017     | 19 de octubre de 2017   |
| Urbano García Alonso                 | 19 de octubre de 2017   | 8 de julio de 2021      |
| Dámaso Castellote Caballero          | 8 de julio de 2021      | presente                |